# Clyde (Nowa Zelandia)
Clyde – miasto w Nowej Zelandii, na Wyspie Południowej, w regionie Otago.